# Doopsgezinde vermaning Grijpskerk
De doopsgezinde vermaning Grijpskerk is een zaalkerk in de Nederlandse provincie Groningen. De kerk is in 1814 in Pieterzijl gebouwd en in 1892 overgeplaatst naar Grijpskerk. Het is een eenvoudige zaalkerk, met in rode baksteen opgetrokken muren. De gevels zijn opvallend symmetrisch. Momenteel is het gebouw in gebruik als aula. In 1984 is de kerk overgedragen aan de Stichting Oude Groninger Kerken. Het orgel is in 1908 door Pieter van Dam (van de Leeuwarder firma L. van Dam & Zn.) gebouwd.